# Nadia Roz
 (avril 2024).
Si vous disposez d'ouvrages ou d'articles de référence ou si vous connaissez des sites web de qualité traitant du thème abordé ici, merci de compléter l'article en donnant les références utiles à sa vérifiabilité et en les liant à la section « Notes et références ».
Pour les articles homonymes, voir Roz.
Nadia Roz est une humoriste et comédienne franco-colombienne née le 14 juillet 1979 à Colombes dans le département français des Hauts-de-Seine en région Île-de-France.

## Biographie
À l’âge de 8 ans, sa mère l’inscrit à la Cave du Théâtre de Colombes, et c’est la révélation, elle veut devenir comédienne.
Pendant une dizaine d’années, elle découvre les différents styles théâtraux et monte sur scène avec sa troupe. Une fois son bac obtenu, la jeune fille s’inscrit à La Sorbonne en licence en Arts du Spectacle. À la fin de ses études, pour subvenir à ses besoins, elle travaille comme secrétaire, mais s’ennuie très vite et elle laisse ses plannings et son bureau de secrétaire pour se lancer corps et âme dans une carrière d’humoriste.
En 1992, elle faisait partie d'un groupe éphémère de jeunes rappeurs : les Holly Flips
Elle commence à écrire ses premiers sketchs en parallèle à son métier. Finalement, elle décide de tout abandonner pour réaliser son rêve. Elle fait ses premiers pas sur scène, en 2008. En 2009, elle fonde avec plusieurs humoristes, dont Bérengère Krief, le collectif : Le Connase Comedy Club. Par la suite, elle foule les planches de plusieurs théâtres et commence à se faire connaître grâce à son one-woman-show, Ça fait du bien, qu’elle joue pendant plusieurs années.
Elle fait également quelques apparitions au cinéma (Les Mythos, Les Nouvelles aventures de Cendrillon) et aussi à la télévision dans Bref et Scènes de ménages. En 2014, elle rejoint le groupe d’improvisation Le Grand Showtime. La même année, elle reçoit le prix du public et du jury au Festival Mont Blanc d’humour de Saint Gervais. Remarquée par Jamel Debouzze, elle participe au Marrakech du Rire en 2015, où elle reçoit le prix de la Révélation de l’année. Continuant son ascension, elle rejoint le casting de la mini-série Commissariat Central, en 2016 et tourne dans plusieurs téléfilms
Elle est membre du jury du festival Voix d'Étoiles 2016 de Leucate.
Elle participe au Marrakech du rire 2015 et 2017, animé par Jamel Debbouze.
Elle est sur scène en 2017 pour son spectacle Ça fait du bien.
Depuis 2020, elle participe régulièrement au jeu Tout le monde a son mot à dire animé par Olivier Minne et Sidonie Bonnec sur France 2.

## Filmographie

### Cinéma
- 2010 : Les Mythos de Denis Thybaud : Nacéra
- 2013 : Being Homer Simpson (court métrage) d'Arnaud Demanche : Julie
- 2017 : Les Nouvelles Aventures de Cendrillon de Lionel Steketee : Blanche-Neige
- 2019 : Premier de la classe de Stéphane Ben Lahcene : Valou
- 2019 : La Vie scolaire de Grand Corps Malade et Mehdi Idir : la mère de Yanis
- 2023 : Sage-Homme de Jennifer Devoldere : Nejma
- 2025 : Avec ou sans enfants ? d'Elsa Blayau : Julia

### Télévision
- 2011 : Bref. : la caissière
- 2012-2025 : Scènes de ménages : Béa, nièce de Raymond et Huguette
- 2015 : Peplum : Cléopâtre
- 2016 : Commissariat central : Inès
- 2016 : Ravis de la crèche : Shérazade
- 2017 : WorkinGirls : Eugénie
- 2017 : Bienvenue à Nimbao de Philippe Lefebvre : Émilie
- 2018 : Peplum : Pour le meilleur et pour l’Empire de Maurice Barthélemy : Cléopâtre
- 2019 : Nina, saison 5 épisode 10 (En mal d'enfant) : Ludivine Lefranc
- 2020 : Meurtres à la pointe du Raz : Karima
- 2021-2022 : La Faute à Rousseau : Mélissa
- 2021-en cours : Le Remplaçant : Nadia, la CPE
- 2021 : Le Furet de Thomas Sorriaux : Caro
- 2022 : L'Amour (presque) parfait de Pascale Pouzadoux : Ava
- 2022 : Drôle : Soraya, la cousine de Nezir
- 2023 : Louis 28 : Samia
- 2023-en cours : César Wagner de Gabriel Julien-Laferrière (depuis l'épisode 8, « Un mariage, deux enterrements ») : Samia Belkacem
- 2023-2025 : Escort Boys : Nora
- 2024 : Made in France de Mathilde Vallet : Carole
- 2024 : Nos vies en l'air de Jonathan Cohen-Berry et Anthony Jorge : Amira
- 2025 : Ness et Rayan de Julie Manoukian : Ness

### Web série
- 2012 : Les Opérateurs : la standardiste

## Théâtre
- 2010 : One Roz
- 2013 : Bleu, blanc, Roz
- 2015 : Ça fait du bien (one-woman-show)

## Émissions de télévision
- 2020 - 2021 : Mot de passe (France 2)
- 2015 : L'Académie des neuf (NRJ 12)
- Depuis 2020 : Tout le monde a son mot à dire (France 2)